# 유영주
유영주(劉永珠, 1972년 1월 9일 (1971년 음력 11월 23일) ~ )는 대한민국의 농구 선수, 지도자, 해설가이다. 2019년부터 2021년까지 부산 BNK 썸의 감독을 지냈다.

## 생애
인천 송림초등학교 5학년 때 농구에 입문, 인성여자중학교, 인성여자고등학교를 졸업하고 1990년 실업 여자 농구 팀 SKC(이후 SK증권으로 팀명이 변경된다.)에 당시로서는 거액인 계약금 1억 7천만 원을 받고 입단하였다.(당시 SKC 주축 선수: 이종애, 정선민, 유영주, 김지윤) 이 해 인성여자고등학교 동기인 정은순과 공동으로 농구대잔치 신인상을 수상하면서 화려하게 실업 무대에 데뷔했다. 신인상 공동 수상은 농구대잔치, 남녀 프로농구를 통틀어 유래없는 초유의 이벤트였다. 여자 선수로는 보기 드문 힘을 갖추어 파워포워드 포지션에서 역대 최고라는 평을 들으면서 (아시아 무대에서도 당할 자가 없었다) SKC의 간판 선수로 활동했다. 1994년 농구대잔치에서 정은순, 왕수진, 박정은 등이 버틴 최강 전력의 삼성생명을 제치고 우승을 하게 된다.
국제통화기금 지원 사태로 여자 농구 팀이 줄줄이 해체되면서 SK증권 농구 팀도 해체되었다. 유영주는 드래프트를 거쳐 삼성생명으로 팀을 옮겨 뛰었고, 2001년 9월 현역에서 은퇴했다. SKC 및 SK증권 시절 라이벌로서 항상 우승을 다투던 삼성생명에 몸담고 있었던 것이 부담스러웠던 점, 그리고 고질적인 무릎 등의 부상으로 화려했던 선수 생활을 마감하고 은퇴하기에 이른다. 남자 농구에 현주엽이 힘과 지능적인 플레이를 겸비한 선수였다면 그 이전에 여자 농구에는 힘과 저돌적인 승부욕을 소유한 유영주가 있었다. 그의 농구 인생에는 평생의 라이벌이자 동반자인 정은순이 함께하는데, 인성여자고등학교를 함께 졸업하던 시절 이미 정은순은 청소년대표 시절부터 성인 무대에서 바로 통할 정도의 실력과 인지도가 있었던 반면 상대적으로 그늘에 가렸던 유영주는 자신의 롤 모델이 정은순이었음을 밝혔다. 농구 인생에 있어 항상 비교가 되고 농구대잔치 데뷔시즌 공동 신인상 수상 등으로 성인 무대에서는 어깨를 나란히 했던 점들이 자랑스럽다고 밝혔다.

### 은퇴 이후
은퇴 후 국민은행의 코치로 선임됐고, 2002년 WKBL 사상 최초의 선수 출신 감독 대행직을 맡기도 했으나, 2004년 사임했다. 2006년부터 한국여자농구연맹의 인터넷 방송 《WKBL-TV》해설위원을 거쳐 2009-2010 시즌부터 SBS ESPN의 해설위원을 맡아 2013년까지 활동했다. 2013년 구리 KDB생명 위너스의 코치로 선임되어 2014-15 시즌까지 활동했고, 이후에는 계속 해설가로 활동했다.
2019-20 시즌 새롭게 출범하는 부산 BNK 썸 여자 농구단의 신임 지도자로 선출되었다. 그러나 성적 부진으로 2020-2021 시즌 후 사퇴하고 박정은에게 감독직을 넘겼다.

## 국가대표 활약상
- 제26회 애틀란타 올림픽 출전(1996)
- 히로시마(1994,금메달) 방콕(1998) 아시안게임 2회 출전
- 동아시아대회 출전(1997.우승)
- 세계선수권대회 2회 출전(1994, 1998)
- 아시아선수권 대회 출전(1990.준우승, 1992.준우승, 1994.준우승, 1995.준우승, 1997 우승, 1999 우승)

97년 아시아선수권대회 MVP(정은순과 공동수상)
- 제18회 아시아선수권 대회 겸 2000시드니올림픽 예선대회 출전(1999.우승)
- 제25회 프레올림픽 출전(1992)
- 아시아청소년선수권 2회 출전(1989.준우승, 1990.우승)

## 감독 기록
| 팀               | 연도      | G  | W  | L  | W–L% | 최종 | PG | PW | PL | PW–L% | 결과                 |
| ---------------- | --------- | -- | -- | -- | ---- | ---- | -- | -- | -- | ----- | -------------------- |
| 천안 KB 세이버스 | 2002 여름 | 11 | 5  | 6  | .455 | 5위  | —  | —  | —  | —     | 플레이오프 진출 실패 |
| 부산 BNK 썸      | 2019-20   | 27 | 10 | 17 | .370 | 5위  | —  | —  | —  | —     | 플레이오프 미개최    |
| 부산 BNK 썸      | 2020-21   | 30 | 5  | 25 | .167 | 6위  | —  | —  | —  | —     | 플레이오프 진출 실패 |
| 경력             | 경력      | 68 | 20 | 48 | .294 |      | —  | —  | —  | —     |                      |

## 개인사
1999년 결혼하여 2005년 쌍둥이 아들을 출산하였다. 두 아들도 농구 선수로 활동 중이다. 친언니인 유영순은 프로농구 창원 LG 세이커스의 지원 팀 과장으로 일하고 있다.

## 비고
1. ↑  감독 대행.